# Astrofizyka

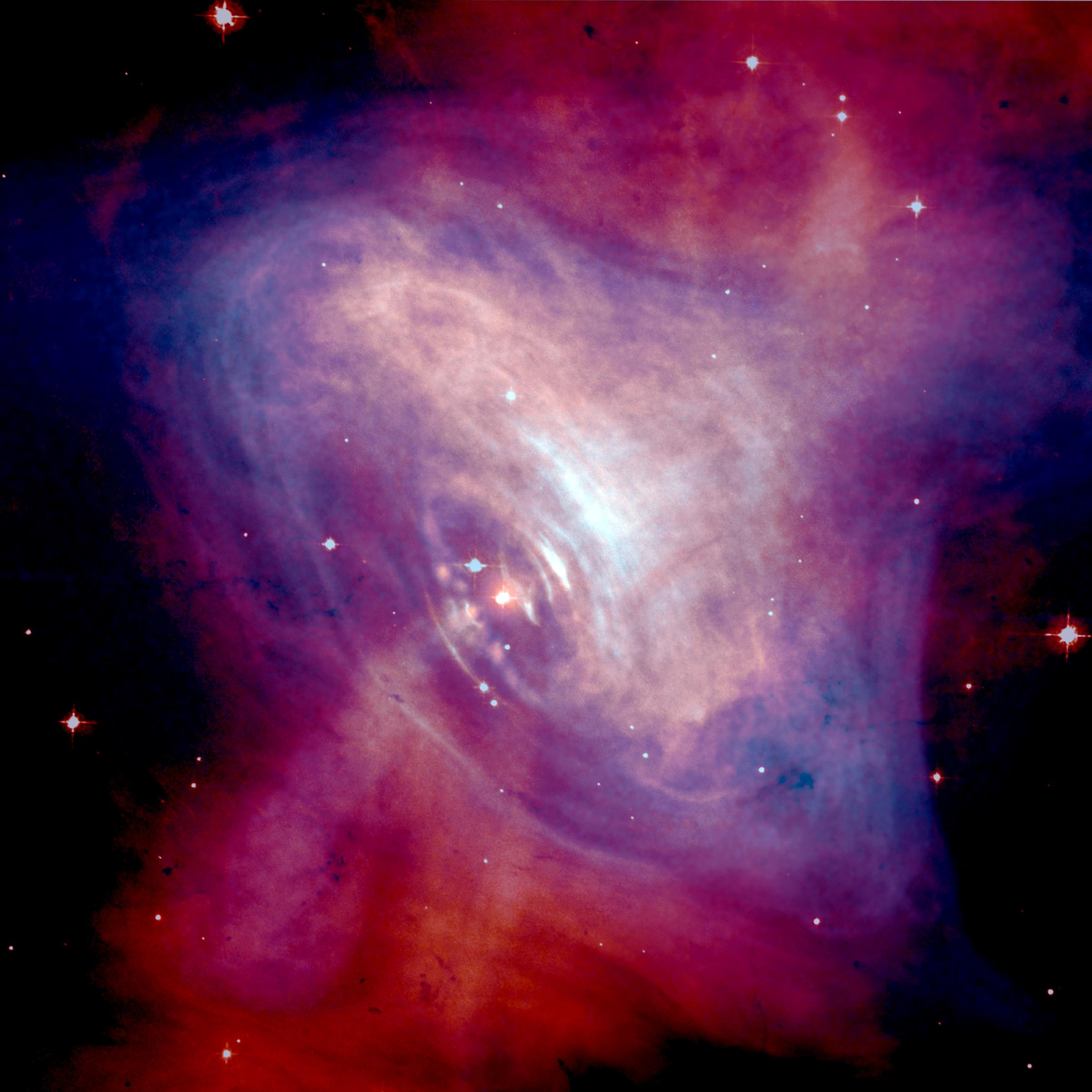
Pulsar Kraba – przykładowy przedmiot badań astrofizyki

Diagram Hertzsprunga-Russella opisujący ewolucję gwiazd – jeden z podstawowych wyników badań astrofizycznych.

Astrofizyka – nauka z pogranicza fizyki i astronomii, czasem uznawana za dział tej drugiej, badająca ciała niebieskie, takie jak gwiazdy, czarne dziury, galaktyki i materia międzygwiazdowa – ich budowę, wzajemne oddziaływanie, prawa nimi rządzące oraz procesy fizyczne w skali kosmicznej. Astrofizyka bada ewolucję zarówno pojedynczych gwiazd, jak i całego Wszechświata – dział zajmujący się tą skalą to kosmologia fizyczna.
Astrofizyka korzysta z szeregu teorii fizycznych, takich jak mechanika klasyczna i kwantowa – w tym szczególna teoria względności, relatywistyczna mechanika kwantowa i mechanika statystyczna – oraz termodynamika i teorie pola, zarówno klasyczne jak i kwantowe. Wiąże się z fizyką cząstek elementarnych, jądrową i materii skondensowanej, zwłaszcza plazmy.
Do sukcesów tej nauki można zaliczyć opis i wyjaśnienie ewolucji gwiazd – zaobserwowano m.in. supernowe, gwiazdy neutronowe, czarne dziury i procesy towarzyszące ewolucji układów podwójnych jak emisja fal czasoprzestrzeni. Wyjaśniono też pochodzenie jąder atomowych – astrofizyka dostarczyła modeli nukleosyntezy, zarówno tej gwiazdowej, jak i pierwotnej, tj. pojawianiu się jąder w Wielkim Wybuchu. Do dalszych wyzwań astrofizyki można zaliczyć sprawdzanie różnych teorii grawitacji oraz modeli kosmologicznych, a także badania ciemnej materii i ciemnej energii o nieznanej naturze.

## Dzieje astrofizyki
• Albert Einstein,

• Willem de Sitter,

• Aleksandr Friedman,

• Georges Lemaître,

• Czesław Białobrzeski,

• Arthur Eddington,

• Hans Bethe,

• Cecilia Payne-Gaposchkin,

• Fred Hoyle,

• Bohdan Paczyński,

• Roger Penrose,

• Stephen Hawking.

### Przed XX wiekiem
Początkowo astronomia rozwijała się niezależnie od fizyki; ciała niebieskie uważano za bóstwa lub za świat rządzący się innymi prawami niż Ziemia i jej najbliższe otoczenie. Arystoteles uważał świat niebieski za zbudowany z eteru, a nie z czterech klasycznych żywiołów jak świat podksiężycowy. Ciała niebieskie miały być doskonałe, a ich ruch miał nie wymagać żadnej siły.
Zastosowanie fizyki do badań nieba wiąże się z przewrotem kopernikańskim. Na początku XVII wieku Johannes Kepler odkrył prawa ruchu planet nazwane od jego nazwiska. Pod koniec tego wieku Isaac Newton wyjaśnił je za pomocą prawa powszechnego ciążenia i mechaniki klasycznej. Tym sposobem ujednolicił fizykę ziemską z astronomią; była to pierwsza unifikacja tego typu. Odtąd mechanika nieba jest oparta na mechanice i teorii pola grawitacyjnego; przyniosło to owoce jak odkrycie Neptuna dzięki wyjaśnieniu anomalii w orbicie Urana. Z drugiej strony badania te natrafiły na trudności; problem trzech ciał okazał się nierozwiązywalny w sposób ścisły, rozważania w skali kosmicznej doprowadziły do paradoksu grawitacyjnego, a orbity Merkurego nie udało się wyjaśnić na gruncie teorii Newtona.
Na początku XIX wieku Joseph von Fraunhofer zaobserwował linie widmowe w promieniowaniu ze Słońca. Eksperymenty z gorącymi gazami pokazały, że takie same linie można obserwować w obserwowanym widmie, linie te są charakterystyczne dla poszczególnych pierwiastków. W ten sposób udowodniono, że pierwiastki występujące w Słońcu występują również na Ziemi. Faktycznie, pierwiastek hel został najpierw odkryty w widmie ze Słońca, a następnie w laboratorium ziemskim (stąd etymologia nazwy pierwiastka). Ten przełomowy moment często uważa się za narodziny astrofizyki jako osobnej gałęzi wiedzy. Najwcześniejsze poświadczone użycie terminu astrofizyka pochodzi z 1865 roku, kiedy użył go Johann Karl Friedrich Zöllner.

### XX wiek
XX wiek to czas przełomu w astrofizyce, umożliwiony dzięki zmianie samych fundamentów fizyki:
- teoria względności umożliwiła dokładniejszy opis ruchu ciał; przykładowo ogólna teoria względności Einsteina wyjaśniła orbitę Merkurego i umożliwiła konstrukcję pierwszych modeli kosmologicznych; przewidziała też istnienie nowych obiektów jak czarne dziury i zjawisk jak soczewkowanie grawitacyjne i fale czasoprzestrzeni;
- mechanika kwantowa jako fundament fizyki atomowej, molekularnej i materii skondensowanej wyjaśniła widma różnych substancji; spektroskopia pozwoliła na jeszcze dokładniejsze badania składu ciał. Fizyka kwantowa umożliwiła też opis reakcji jądrowych zachodzących w gwiazdach i w Wielkim Wybuchu, a także przemian cząstek elementarnych.

Pojawiły się też badania na styku obydwu teorii jak termodynamika czarnych dziur i kosmologia kwantowa. Poprawne opisy w tych dziedzinach mogą potrzebować kwantowego modelu grawitacji, a żadna z hipotez tego typu nie została potwierdzona.

### XXI wiek
Wiek XXI to początek nowej metody obserwacyjnej – po raz pierwszy wykryto fale grawitacyjne. Użyta metoda interferometryczna pozwoliła wykryć proces zlewania się czarnych dziur oraz gwiazd neutronowych.

## Dyscypliny

### Astrofizyka obserwacyjna
Większość procesów astrofizycznych nie może być zrealizowana w ziemskich laboratoriach. Istnieje jednak ogromna liczba obiektów astrofizycznych widzialnych w promieniowaniu elektromagnetycznym. Badanie tych obiektów jest celem obserwacyjnej astrofizyki.
Techniki obserwacji obiektów astrofizycznych wymagają bardzo zaawansowanej technologii i do niedawna były po prostu nieznane.
Większość obserwacji jest robiona przy użyciu promieniowania elektromagnetycznego.
- radioastronomia
- podczerwień
- astronomia optyczna
- ultrafiolet
- astronomia rentgenowska
- astronomia gamma

### Astrofizyka teoretyczna
Astrofizyka teoretyczna jest dyscypliną starającą się wyjaśnić zjawiska obserwowane przez astronomów za pomocą teorii fizycznych. W tym celu astrofizyka teoretyczna buduje modele teoretyczne (abstrakcyjne, jak i numeryczne), które starają się tłumaczyć obserwacje, jak i przewidywać nowe zjawiska.
Teoretyczna astrofizyka używa szerokiego spektrum metod, np. modelowania analitycznego (dla przykładu metoda politrop do modelowania zachowania gwiazdy), metod numerycznych do symulacji układów astrofizycznych. Każda z tych metod ma swoje zalety.
Zainteresowania astrofizyki teoretycznej dotyczą: ewolucji gwiazd, materii (barionowej i ciemnej materii) i promieniowania kosmicznego, kosmologii, formowania się i ewolucji: galaktyk, wielkoskalowych struktur we Wszechświecie.

## Instytucje
W Polsce istnieje kilkanaście ośrodków badań astrofizycznych – odpowiednie instytuty, katedry i zakłady ma część polskich wydziałów fizyki i astronomii oraz innych instytucji.

### Na uczelniach
- Uniwersytet Gdański – Wydział Matematyki, Fizyki i Informatyki[7];
- Uniwersytet Jagielloński – Wydział Fizyki, Astronomii i Informatyki Stosowanej (FAIS UJ); prowadzi on osobne studia w kierunku astrofizyki i kosmologii[8];
- Uniwersytet Kazimierza Wielkiego w Bydgoszczy – Wydział Fizyki[9];
- Uniwersytet Łódzki – Wydział Fizyki i Informatyki Stosowanej (FIS UŁ)[10];
- Uniwersytet Mikołaja Kopernika w Toruniu – Wydział Fizyki, Astronomii i Informatyki Stosowanej (FAIS UMK)[11];
- Uniwersytet Opolski – Wydział Matematyki, Fizyki i Informatyki, konkretniej Instytut Fizyki[12].
- Uniwersytet Szczeciński – Wydział Matematyczno-Fizyczny[13];
- Uniwersytet Warszawski – Wydział Fizyki (FUW), konkretniej Obserwatorium Astronomiczne[14];
- Uniwersytet Wrocławski – Wydział Fizyki i Astronomii (WFiA UWr), konkretniej Instytut Astronomiczny[15];
- Uniwersytet w Białymstoku – Wydział Fizyki[16];
- Uniwersytet Zielonogórski – Wydział Fizyki i Astronomii (WFA UZ)[17];

### Poza uczelniami
Astrofizykę rozwijają też:
- Polska Akademia Nauk – Centrum Astronomiczne im. Mikołaja Kopernika (CAMK PAN)[18]; obejmuje m.in. Zakład Astrofizyki w Toruniu;
- Narodowe Centrum Badań Jądrowych (NCBJ)[19].

## Popularyzacja
Najpóźniej od XX wieku astrofizyka jest dziedziną popularyzowaną; niektóre książki na ten temat zostawały bestsellerami, a ich autorom przyznawano nagrody. Przykładowi działacze na tym polu to:
- Fred Hoyle;
- Roger Penrose;
- Stephen Hawking, autor książek, w tym docenionej przez rynek Krótkiej historii czasu;
- Neil deGrasse Tyson.

Po polsku astrofizykę, w tym kosmologię, upowszechniali:
- Michał Heller,
- Marek Demiański,
- Jean-Pierre Lasota-Hirszowicz,
- Stanisław Bajtlik,
- Krzysztof Meissner,
- Tadeusz Pabjan,
- Łukasz Lamża.

Część z nich za tę działalność wyróżniono. Astrofizyka jest też jedną z dziedzin poruszanych przez Karolinę Głowacką – w jej Radiu Naukowym oraz w wywiadach-rzekach z prof. Lasotą.